# John West (6e baron De La Warr)
Pour les articles homonymes, voir John West et West.
John West, 6e baron de La Warr (1663 - 26 mai 1723) est un noble et courtisan anglais. Il est également décrit comme le 15e baron de la Warr et le baron Delaware.

## Biographie
Il est le deuxième fils de Charles West (5e baron De La Warr) et hérite de son titre à la mort de son père en 1687, son frère aîné Charles, député d'Andover, étant décédé en 1684 .
En 1697, il est nommé porte-coton de Georges de Danemark, époux de la reine Anne, un poste qu'il occupe jusqu'à la mort de Prince George en 1708. Il est trésorier de la chambre de la reine Anne de 1713 à 1714 et, à l'accession de George Ier, est nommé caissier de l'Échiquier (1714-1715). Il est ensuite trésorier de l'accise .
Il est décédé à Londres en 1723 et est enterré à l'Église Sainte-Marguerite de Westminster. Il épouse Margaret Freeman, fille du marchand John Freeman. Leur fils John est devenu un officier supérieur de l'armée et est élevé au rang de comte. Leur fille Elizabeth épouse Thomas Digges de Chilham Castle, Kent.